# Echrya umbrina
Echrya umbrina är en skalbaggsart som beskrevs av Leon Fairmaire 1886. Echrya umbrina ingår i släktet Echrya och familjen Melolonthidae. Inga underarter finns listade i Catalogue of Life.